# Audrey Gogniat
Audrey Gogniat, född 30 oktober 2002, är en schweizisk sportskytt.

## Karriär
Vid EM i 10 meter luftvapen 2023 i Tallinn tog Gogniat silver i juniorklassen i 10 meter luftgevär. Vid europeiska spelen 2023 i Wrocław tog hon guld tillsammans med Nina Christen och Chiara Leone i lagtävlingen i 10 meter luftgevär. Vid junior-VM 2023 i Changwon tog Gogniat guld  tillsammans med Vivien Jäggi och Emely Jäggi i lagtävlingen i 50 meter gevär 3 ställningar.
Vid EM i 10 meter luftvapen 2024 i Győr tog Gogniat brons i 10 meter luftgevär. Vid olympiska sommarspelen 2024 i Paris tog hon brons i 10 meter luftgevär.